# NGC 4370
NGC 4370 é uma galáxia espiral (Sa) localizada na direcção da constelação de Virgo. Possui uma declinação de +07° 26' 40" e uma ascensão recta de 12 horas, 24 minutos e 55,0 segundos.
A galáxia NGC 4370 foi descoberta em 13 de Abril de 1784 por William Herschel.